# Jan Louwers
Jan Louwers (* 3. Juli 1930 in Eindhoven; † 1. November 2012 ebenda) war ein niederländischer Fußballspieler und Geschäftsmann.

## Werdegang
Louwers spielte ab 1949 in der Wettkampfmannschaft des FC Eindhoven, der seinerzeit noch unter dem Namen EVV Eindhoven antrat. Mit dem Klub gewann er 1954 die Meisterschaft, zwei Jahre später gehörte er mit dem Verein zu den Gründungsmitgliedern der Eredivisie. Am Ende der Debüt-Saison stieg er mit der Mannschaft in die zweite Liga ab, blieb dem Verein jedoch zunächst treu. 1960 wechselte er zum Lokalrivalen PSV Eindhoven zurück in die höchste Spielklasse. Nach der Vize-Meisterschaft 1962 hinter Feijenoord Rotterdam holte er in der folgenden Spielzeit den zweiten Meistertitel seiner Karriere. Dennoch verließ er den Klub und schloss sich dem seinerzeitigen Drittligisten Roda Kerkrade an, für den er drei Spielzeiten bestritt. Anschließend ließ er beim FC Eindhoven seine Laufbahn ausklingen.
Nach seinem Karriereende baute er gemeinsam mit seinem Bruder Tiny Louwers einen Großhandel auf, der ihn zum Millionär machte. Später siedelte er ins belgische Neerpelt über, wo er ein passionierter Golfer wurde.
1997 benannte der FC Eindhoven sein Heimatstadion um, das seither als Jan-Louwers-Stadion firmiert.